# Pflegschloss Eschenbach

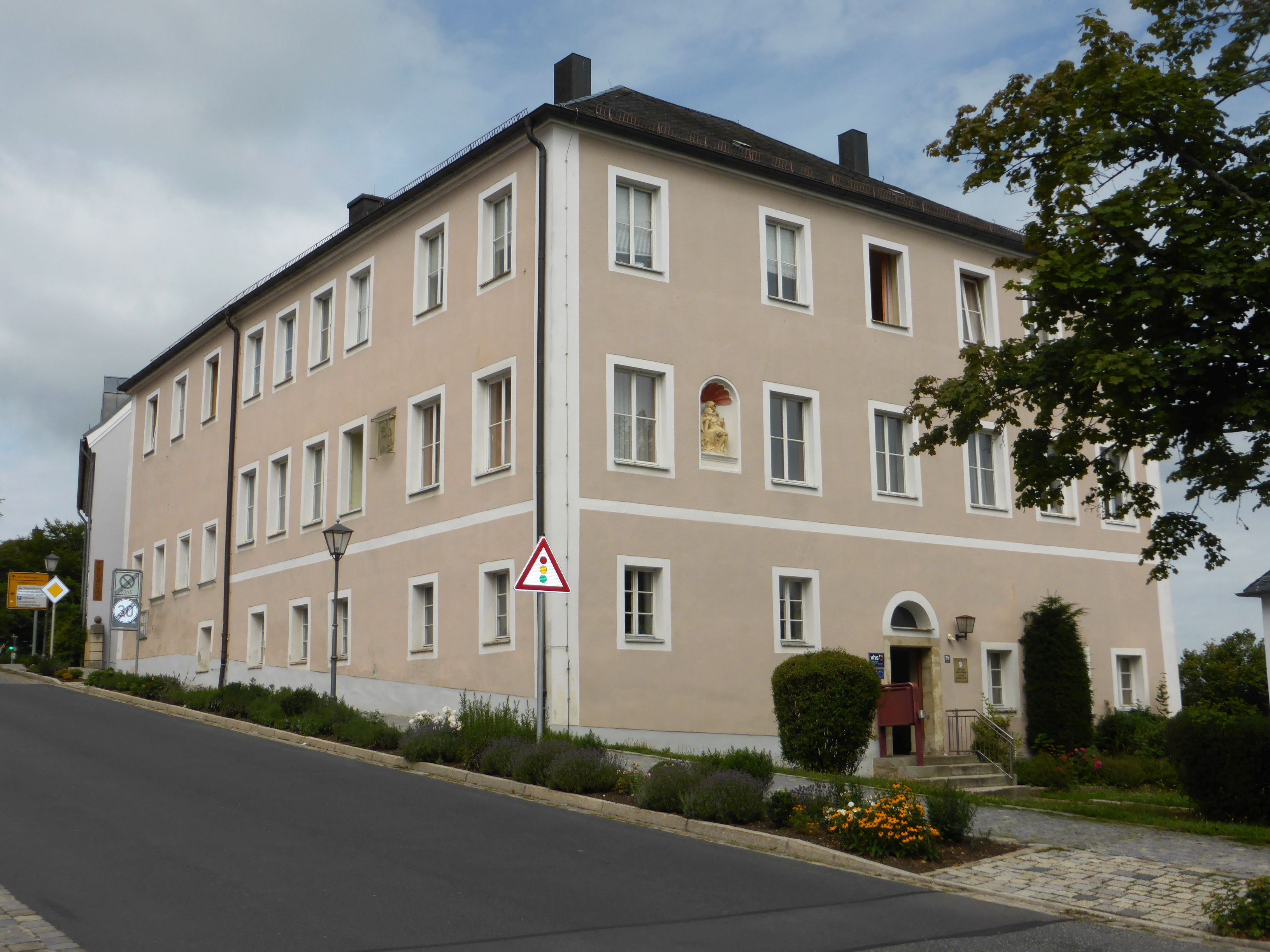
Pflegschloss Eschenbach (2017)

Das Pflegschloss Eschenbach liegt in der Stadt Eschenbach (Karlsplatz 29) im oberpfälzischen Landkreis Neustadt an der Waldnaab. Es ist unter der Aktennummer D-3-74-117-11 als Baudenkmal verzeichnet. „Untertägige Befunde im Bereich des ehemaligen Pflegschlosses in Eschenbach i.d. OPf.“ werden zudem als Bodendenkmal unter der Aktennummer D-3-6236-0044 geführt.

## Geschichte
Es war das ehemalige Pflegschloss. Danach beherbergte es bis zur Gebietsreform 1971 das Landratsamt; heute ist in dem renovierten Gebäude die Volkshochschule Eschenbach untergebracht.

## Baulichkeit
Das Gebäude wurde 1672 nach dem Brand von 1670 wiedererrichtet. Das ehemalige Schloss ist ein großer dreigeschossiger Walmdachbau mit einem Gebäudeflügel nach Südwesten. Hier befindet sich in einer Nische im ersten Stockwerk eine Pietà.